# Astyanax aeneus
Astyanax aeneus é uma espécie da família dos caracídeos. Faz parte do gênero Astyanax (conhecidos coletivamente como lambaris) nativo do Rio Champatón no sul do México. O tamanho no qual os espécimes coletados em pesquisas no habitat nativo atingiam a maturidade sexual foi de 45,7 mm para as fêmeas e 40,8 mm para os machos. É tido como uma importante espécie recicladora de matéria orgânica. Um estudo apontou a espécie como sendo 12% da população analisada de peixes e 18% da biomassa local, contudo tendo taxas de excreção de fósforo 10 vezes maior que as outras espécies abundantes e 90% de todo o fósforo reciclado por peixes.